# محمد عفش
محمد ناصر عفش (مواليد 31 أكتوبر 1966) هو لاعب كرة قدم سوري دولي سابق كان يلعب كلاعب وسط. مثّل منتخب سوريا لكرة القدم في كأس آسيا 1996.

## روابط خارجية
- محمد عفش على موقع الاتحاد الدولي (مؤرشف)  (الإنجليزية)
- محمد عفش على موقع ناشيونال فوتبول تيمز (الإنجليزية)